# Rozkład Hotellinga
Statystyka T² Hotellinga – uogólnienie rozkładu Studenta, który jest używany do testowania hipotez wielowymiarowych. Nazwa pochodzi od Harolda Hotellinga.
Statystyka Hotellinga jest definiowana jako:
{\displaystyle t^{2}=n(\mathbf {x} -\mathbf {\mu } )'\mathbf {W} ^{-1}(\mathbf {x} -\mathbf {\mu } ),}
gdzie {\displaystyle n} jest liczbą obserwacji, {\displaystyle \mathbf {x} } jest p-wymiarową kolumną wektorową, a {\displaystyle \mathbf {W} } jest {\displaystyle p\times p} macierzą kowariancji.
Jeśli {\displaystyle x\sim N_{p}(\mu ,\mathbf {V} )} jest zmienną losową z wielowymiarowego rozkładu Gaussa i {\displaystyle \mathbf {W} \sim W_{p}(m,\mathbf {V} )} (niezależne od {\displaystyle x}) ma rozkład Wisharta z taką samą macierzą wariancji {\displaystyle \mathbf {V} } oraz z {\displaystyle m=n-1,} wówczas rozkład {\displaystyle t^{2}} jest {\displaystyle T^{2}(p,m),} rozkładem T² Hotellinga z parametrami {\displaystyle p} i {\displaystyle m.}
Można pokazać, że:
{\displaystyle {\frac {m-p+1}{pm}}T^{2}\sim F_{p,m-p+1},}
gdzie {\displaystyle F} jest rozkładem F Snedecora.
Teraz załóżmy, że
{\displaystyle \mathbf {x} _{1},\dots ,\mathbf {x} _{n}}
jest {\displaystyle p\times 1} kolumną wektorową, której wartościami są liczby rzeczywiste. Załóżmy, że
{\displaystyle {\overline {\mathbf {x} }}=(\mathbf {x} _{1}+\ldots +\mathbf {x} _{n})/n}
są ich średnią. Niech {\displaystyle p\times p} będzie macierzą dodatnie określoną
{\displaystyle \mathbf {W} =\sum _{i=1}^{n}(\mathbf {x} _{i}-{\overline {\mathbf {x} }})(\mathbf {x} _{i}-{\overline {\mathbf {x} }})'/(n-1)}
jest macierzą „przykładowych wariancji”. (Transpozycja jakiejkolwiek macierzy {\displaystyle M} jest oznaczona jako {\displaystyle M'}). Niech {\displaystyle \mu } będzie znanym {\displaystyle p\times 1} wektorem. Wówczas statystyka Hotellinga przyjmuje postać:
{\displaystyle t^{2}=n({\overline {\mathbf {x} }}-\mathbf {\mu } )'\mathbf {W} ^{-1}({\overline {\mathbf {x} }}-\mathbf {\mu } ).}
Warto zauważyć, że {\displaystyle t^{2}} jest blisko powiązona z kwadratem odległością Mahalanobisa.
W szczególności może to być pokazane poprzez:
Jeśli {\displaystyle \mathbf {x} _{1},\dots ,\mathbf {x} _{n}\sim N_{p}(\mu ,\mathbf {V} ),} są niezależne, i {\displaystyle {\overline {\mathbf {x} }}} i {\displaystyle \mathbf {W} } są jak zdefiniowano powyżej, wówczas {\displaystyle \mathbf {W} } ma rozkład Wisharta z {\displaystyle n-1} stopniami swobody
{\displaystyle \mathbf {W} \sim W_{p}(V,n-1)}
i jest niezależna od {\displaystyle {\overline {\mathbf {x} }},} oraz
{\displaystyle {\overline {\mathbf {x} }}\sim N_{p}(\mu ,V/n).}
To oznacza, że:
{\displaystyle t^{2}=n({\overline {\mathbf {x} }}-\mathbf {\mu } )'\mathbf {W} ^{-1}({\overline {\mathbf {x} }}-\mathbf {\mu } )\sim T^{2}(p,n-1).}

## Statystyka T² Hotellinga dla dwóch prób
Jeśli {\displaystyle \mathbf {x} _{1},\dots ,\mathbf {x} _{n_{x}}\sim N_{p}({\boldsymbol {\mu }},\mathbf {V} )} oraz {\displaystyle \mathbf {y} _{1},\dots ,\mathbf {y} _{n_{y}}\sim N_{p}({\boldsymbol {\mu }}_{Y},\mathbf {V} ),} są próbkami niezależnymi wyciągniętymi z dwóch niezależnych wielowymiarowych rozkładów Gaussa o takiej samej średniej oraz kowariancji, i definiujemy
{\displaystyle {\overline {\mathbf {x} }}={\frac {1}{n_{x}}}\sum _{i=1}^{n_{x}}\mathbf {x} _{i}\qquad {\overline {\mathbf {y} }}={\frac {1}{n_{y}}}\sum _{i=1}^{n_{y}}\mathbf {y} _{i}}
jako średnie próbek, oraz
{\displaystyle \mathbf {W} ={\frac {\sum _{i=1}^{n_{x}}(\mathbf {x} _{i}-{\overline {\mathbf {x} }})(\mathbf {x} _{i}-{\overline {\mathbf {x} }})'+\sum _{i=1}^{n_{y}}(\mathbf {y} _{i}-{\overline {\mathbf {y} }})(\mathbf {y} _{i}-{\overline {\mathbf {y} }})'}{n_{x}+n_{y}-2}}}
jako estymator nieobciążonej macierzy kowariancji, wówczas statystyka T² Hotellinga dla dwóch prób wygląda tak:
{\displaystyle t^{2}={\frac {n_{x}n_{y}}{n_{x}+n_{y}}}({\overline {\mathbf {x} }}-{\overline {\mathbf {y} }})'\mathbf {W} ^{-1}({\overline {\mathbf {x} }}-{\overline {\mathbf {y} }})\sim T^{2}(p,n_{x}+n_{y}-2)}
i może być przedstawiona w postaci rozkładu F Snedecora:
{\displaystyle {\frac {n_{x}+n_{y}-p-1}{(n_{x}+n_{y}-2)p}}t^{2}\sim F(p,n_{x}+n_{y}-1-p)}.